# Coenosia xanthogastrica
Coenosia xanthogastrica är en tvåvingeart som beskrevs av Willi Hennig 1961. Coenosia xanthogastrica ingår i släktet Coenosia och familjen husflugor. Inga underarter finns listade i Catalogue of Life.